# Giel Ummels
Jozef Willem (Giel) Ummels (Geulle, 6 december 1908 - Sachsenhausen, 2 december 1944) was een Nederlandse verzetsstrijder in de Tweede Wereldoorlog. Hij was betrokken bij de hulp aan Joden en geallieerde piloten en viel door toedoen van de V—Frau Aldegonda Zeguers-Boere in Duitse handen.

## Levensloop
Ummels opende in 1936 een slagerij, eerst in de Muntstraat en vanaf 1942 in de Wolfstraat in Maastricht. Hij ving samen met onder andere Jo Lokerman Joodse onderduikers op die door Truus Musters vanuit Amsterdam naar Limburg werden overgebracht. Vanaf eind 1943 kwamen daar ook geallieerde piloten bij. 
In de nacht van 17 op 18 februari 1944 waren een drietal belangrijke verzetsmensen, te weten Jules Janssen, Eric van der Noorddaa, Frans Schrijnemaekers en Piet Dolmans gearresteerd, alsmede de broers van Janssen en Dolmans. Zeker de arrestatie van Janssen was een klap voor het Limburgs verzet en het plan ontstond om haar vrij te kopen. Ummels wist via een voormalige overbuurman in contact te komen met Aldegonda Zeguers-Boere. Zij was de minnares van Max Strobel, hoofd van de SD-Dienststelle in Maastricht.
Zeguers-Boere bezocht regelmatig de slagerij, waar zij een ontmoeting had met Jo Lokerman, districtshoofd van de Landelijke Organisatie voor Hulp aan Onderduikers. Het kostte duizenden guldens aan losgeld, maar daardoor kwamen de broers van Janssen en Dolmans wel vrij, evenals Eric van der Noorddaa. Daardoor vertrouwden Lokermans en Ummels Zeguers-Boere voldoende om het contact door te zetten. Wat zij niet wisten was dat zij samenwerkte met Strobel en diens rechterhand Richard Nitsch om zoveel mogelijk verzetsmensen over te leveren aan de Duitsers.
Lokerman werd persoonlijk door Strobel en Nitsch gearresteerd toen hij Zeguers-Boere op 9 mei 1944 bezocht. Direct daarop volgde een arrestatiegolf. Ummels werd samen met zijn vrouw gearresteerd. Datzelfde gold voor Ummels jongere broer, de hoofdonderwijzer Mathieu Ummels. Ook Ummels buurman Edmond Houtappel, werd gearresteerd. Lokerman had wel eens gebruik gemaakt van diens telefoon en Houtappel had een enkele keer vertaald als er een geallieerde piloot bij Ummels was ondergebracht.
Ummels werd tijdens de verhoren zwaar mishandeld. Hij werd ondergebracht in de gevangenis aan de Patersbaan. Eind mei 1944 werd Ummels overgebracht naar Kamp Vught. Met de geallieerden in aantocht werd Kamp Vught in de eerste helft van september 1944 ontruimd. Ummels kwam terecht in Sachsenhausen, waar hij op 8 december 1944 overleed. Ook Mathieu Ummels, Jo Lokkerman en Edmond Houtappel overleefden de Duitse concentratiekampen niet.

## Persoonlijk
Ummels was getrouwd met Gertrudis Maria (Truike) Meijs (1912-2003). Samen kregen zij twee kinderen.